# Gesellige Vereinigung bildender Künstler Münchens

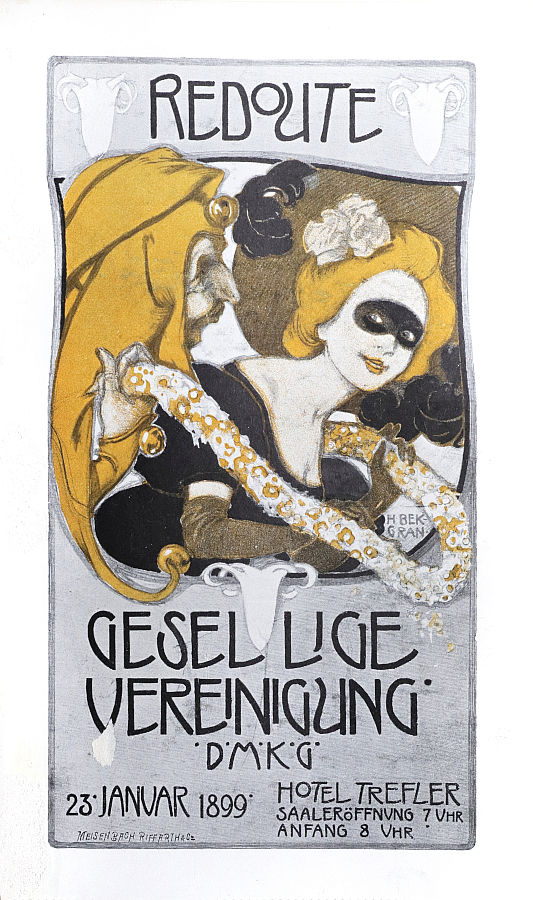
Ankündigung der Redoute 1899 im Hotel Trefler, entworfen von Hermann Bek-Gran

Die Gesellige Vereinigung bildender Künstler Münchens e. V. (GVbKM) wurde 1875 gegründet und zählt damit zu den ältesten heute noch existierenden Künstlervereinen im Münchner Raum.

## Gründung und ursprüngliche Zielsetzung
Der Verein wurde 1875 zuerst als Gruppe innerhalb der Münchener Künstlergenossenschaft (MKG) ins Leben gerufen, zur Kontaktpflege untereinander und Organisation interner und öffentlicher Veranstaltungen. Zu den Gründungsmitgliedern zählten unter anderen Otto Gebler, Ludwig von Löfftz, Ferdinand von Miller der Jüngere und August Spieß.
Vorgängergesellschaften mit ähnlichen Zielsetzungen waren beispielsweise die Stubenvoll-Gesellschaft (später Schafroth-Gesellschaft), Jung-München oder der Künstler-Sänger-Verein.

## Unabhängigkeit und Namensänderungen
Anfang des 20. Jahrhunderts kam es zur Trennung von der Münchener Künstlergenossenschaft. Die Abspaltung erfolgte (im Gegensatz zur Künstlergesellschaft Allotria und der Münchener Secession) nicht aufgrund künstlerischer Differenzen, sondern aus juristischen Gründen:
1902 wurde das Vereinslokal der Vereinigung in der Luitpoldstraße abgerissen und an dieser Stelle anschließend das Neue Justizgebäude errichtet.
Um den Mietvertrag für das neue Vereinslokal in der Prannerstraße unterschreiben zu können, musste die Vereinigung den Status einer juristischen Person erwerben, den sie als Gruppe innerhalb der MKG nicht hatte. Am 1. Januar 1900 war mit dem Bürgerlichen Gesetzbuch (BGB) auch ein neues Vereinsrecht in Kraft getreten. Vereine konnten nun nur noch durch Eintragung in das neugeschaffene Vereinsregister zur juristischen Person werden. Die Vereinigung trennte sich darum von der MKG und wurde zum eigenständigen Verein.
Zunächst behielt der Verein seinen ursprünglichen Namen Gesellige Vereinigung der Münchener Künstlergenossenschaft bei. Um die Unabhängigkeit des Vereins zu betonen, wurde 1905 die MKG schließlich doch aus dem Namen gestrichen und der Verein benannte sich um in Gesellige Vereinigung Münchner Künstler. 1921 erfolgte eine weitere Namensänderung zu Gesellige Vereinigung bildender Künstler Münchens.

## Ausstellungen, Künstlerfeste und Vereinslokale 1875 bis 1932

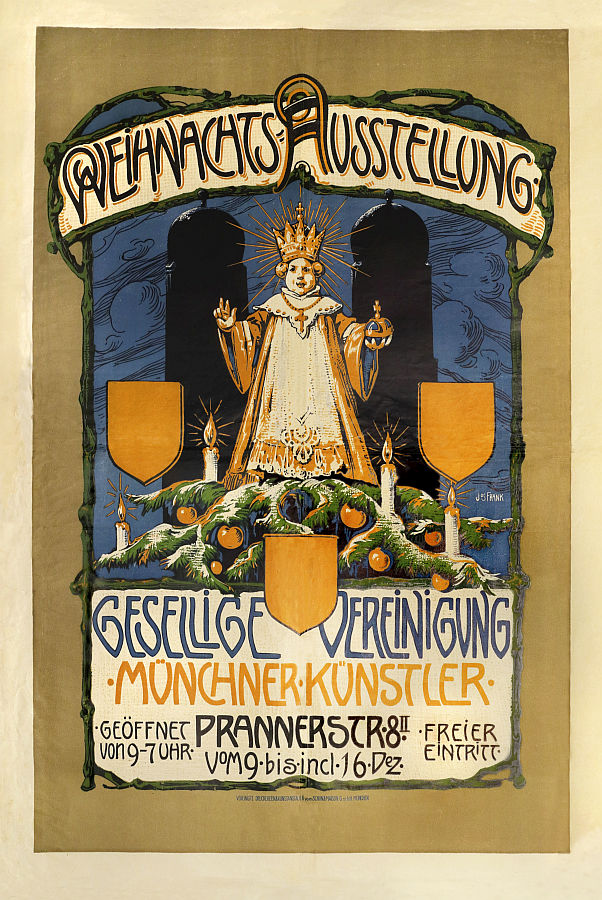
Plakat zur Weihnachstausstellung 1906, entworfen von Josef Frank

Von Anfang an beteiligten sich die Vereinsmitglieder regelmäßig in großer Zahl an den internationalen Kunstausstellungen im Münchner Glaspalast. Nach 1902 stellte der Verein auch eine eigene Delegation für die dortige Jury.
Gleichzeitig wurden im Vereinslokal die Werke der Mitglieder in Jahresausstellungen gezeigt, zuerst in Anspielung auf die Veranstaltungen im Glaspalast unter humoristischen Titeln wie „Hinternationale Elite-Ausstellung“, später als Weihnachtsausstellungen. Die Weihnachtsausstellungen fanden teilweise auch während des Krieges statt (1917 als Benefiz-Veranstaltung für die Opfer des Krieges). Mindestens bis 1932 wurde diese Tradition fortgeführt.
Die Vereinigung richtete außerdem regelmäßig große öffentliche Künstlerfeste aus, darunter zwischen 1897 und 1914 jährlich zu Fasching einen großen Maskenball (Redoute) mit Singspiel, zuerst im Hotel Trefler, später im Deutschen Theater. Diese Feste waren gesellschaftliche Ereignisse, die von der damaligen Prominenz inklusive des bayerischen Königshauses besucht wurden.
Um 1900 war der Verein neben der Künstlergesellschaft Allotria und dem Künstler-Sänger-Verein eine der größten geselligen Künstlervereinigungen Münchens.
Auch bei Veranstaltungen der Gesamtkünstlerschaft beteiligte sich der Verein bzw. organisierte sie, wie zum Beispiel die Habenschaden-Feiern von 1875 bis 1930.
Mit Beginn des Ersten Weltkriegs endeten die großen Künstlerfeste des Vereins.
Die wirtschaftlich angespannte Lage zwang den Verein 1915 zu einem weiteren Umzug, in Räume des Gasthofs „Drei Rosen“ am Rindermarkt.
Nach dem Ende des Zweiten Weltkriegs wurden die Künstlerfeste wieder aufgenommen, allerdings in deutlich kleinerem Rahmen. Die Weihnachtsausstellungen fanden wieder regelmäßig jedes Jahr statt.
Ende der 1920er Jahre setzte die Kommerzialisierung der Faschingsfeste ein. Für Künstlervereine wurde es mit den neuen rechtlichen und finanziellen Rahmenbedingungen immer schwieriger, große öffentliche Feste durchzuführen. 1932 sagte der Verein zusammen mit mehreren anderen Künstlervereinigungen die geplanten Faschingsfeste ab.

## 1933 bis 1945
Bis in die späten 1930er Jahren wurden fast alle Künstlervereine und -gemeinschaften aufgelöst oder gleichgeschaltet und der Reichskulturkammer untergeordnet. Der Verein zog sich daraufhin auf vereinsinterne Veranstaltungen zurück, verfolgte offiziell keine künstlerischen Ziele mehr und blieb so über 1945 hinaus bestehen. Dabei half auch der eher konservative Malstil, den viele der damaligen Mitglieder pflegten.
1943 wurde jedoch das Vereinsheim komplett zerstört, nur ein Teil des Vereinsarchivs konnte gerettet werden.

## Ab 1945
Nach dem Zweiten Weltkrieg wurde der Verein von wenigen in München verbliebenen Mitgliedern wieder aufgebaut. Deshalb wurde 1950 der Zusammenschluss mit der Künstlergesellschaft Allotria erwogen, aber letztendlich von den Mitgliedern des Vereins abgelehnt. Große öffentliche Feste fanden nicht mehr statt, statt dessen konzentrierte sich der Verein verstärkt auf Ausstellungen und interne Veranstaltungen.
Erst seit 1977 werden auch Frauen als Mitglieder aufgenommen.
Aktuell besteht der Verein aus Künstlerinnen und Künstlern aus München und Umgebung zwischen 32 und 90 Jahren, aus 14 verschiedenen Nationen.
Die Mitglieder des Vereins treffen sich regelmäßig einmal im Monat im Künstlerhaus am Lenbachplatz in München und stellen mindestens einmal jährlich gemeinsam aus.

## Bekannte Mitglieder
Im Lauf seiner 150-jährigen Geschichte hatte der Verein unter seinen Mitgliedern Maler, Bildhauer, Architekten, Musiker und Schauspieler. Eine kurze Auswahl: 
- Ludwig Bechstein (Maler und Zeichner, Sohn des Schriftstellers Ludwig Bechstein)
- Hans Eduard von Berlepsch-Valendas (Architekt und Maler)
- Karl de Bouché (Glasmaler)
- Louis Braun (Militär- und Panoramamaler)
- Franz Eder (Karikaturist und Turmschreiber, Vorsitzender von 1980 bis 1984)
- Carl Englert (Komponist)
- Franz von Fischer (Cellist und Dirigent)
- Oskar Freiwirth-Lützow (Maler, Vorsitzender von 1909 bis 1914)
- Otto Gebler (Tiermaler)
- Eugen Gura (Sänger)
- Georg von Hauberrisser (Architekt des Neuen Rathauses und der Paulskirche in München)
- Franz Herda (Maler)
- Waldemar Kolmsberger d. Ä. (Maler des Neobarock)
- Ludwig von Löfftz (Maler)
- Christian Mali (Maler der Münchner Schule)
- Carl von Marr (Maler, Professor an der Münchner Kunstakademie)
- Ferdinand von Miller d. J. (Bildhauer und Erzgießer)
- Kurt Moser (Maler und Bildhauer)
- Karl von Perfall (Intendant von Hof- und Residenztheater in München)
- Hans von Petersen (Marinemaler)
- Theodor Pixis (Maler, Zeichner und Illustrator)
- Wilhelm Rögge d. Ä. (Maler)
- Wilhelm Rögge (Roegge) d. J. (Maler und Illustrator, Vorsitzender von 1914–1920 und 1922–1926)
- Eduard Schleich d. J. (Landschaftsmaler)
- Robert Schleich (Landschaftsmaler, Professor an der Münchner Kunstakademie)
- Albert Schmidt (Architekt, u. a. St. Lukas und 1938 abgerissene Hauptsynagoge in München)
- Eduard Schwoiser (Historienmaler, Werke u. a. in den Schlössern Herrenchiemsee, Neuschwanstein, Linderhof, Münchner Maximilaneum)
- August Spieß (Historienmaler, Illustrator)
- Eugen von Stieler (Maler)
- Richard Stury (Schauspieler)
- Walter Thor (Maler und Grafiker, Vorsitzender von 1920 bis 1922)
- Kurt Tilsner (Maler und Illustrator)
- Victor Tobler (Maler und Illustrator)
- Gustav van Treeck (Glasmaler)
- Jacob Ungerer (Bildhauer, Professor an der Münchner Kunstakademie)
- Friedrich Voltz (Tier- und Landschaftsmaler der Münchner Schule)
- Joseph Watter (Maler und Illustrator)
- Joseph Wenglein (Landschaftsmaler der Münchner Schule)
- Josef Willroider (Landschaftsmaler und Radierer der Düsseldorfer Schule)
- Rudolf Wimmer (Porträt- und Hofmaler, Vorsitzender von 1903 bis 1905 und 1908 bis 1909)
- Albert Zimmermann (Landschaftsmaler)

## Sonstiges

### Buch-Veröffentlichung Wilhelm Busch
1921 konnten dank eines Fundes im Archiv des Vereins bis dahin unbekannte Werke von Wilhelm Busch veröffentlicht werden: 
1917 blätterte der langjährige Musikwart Prof. Stutzenberger in den Unterlagen des 1864 aufgelösten Vereins Jung-München. Dessen Karikaturen und Kneipzeitungen waren der Geselligen Vereinigung bildender Künstler Münchens schon in den 1870er Jahren übergeben worden. Dort fand er Jugendgedichte Wilhelm Buschs aus den 1860er Jahren. Sie zählen zu seinen frühesten Werken, zeigen aber schon den für Busch typischen Humor.
Vermutlich kriegsbedingt kam es erst 1921 zur Veröffentlichung des Buches mit dem Titel „Kneipzeitungen“ beim Verlag Braun und Schneider.